# Plummer Building
El Plummer Building es un edificio en la ciudad de Rochester, en el estado de Minnesota (Estados Unidos). Es uno de los muchos edificios de importancia arquitectónica en el campus de Mayo Clinic. Este nuevo edificio de la "Clínica Mayo", inaugurado en 1928, agregó un espacio muy necesario a la práctica de Mayo en constante expansión. El arquitecto oficial es Ellerbe & Co., ahora Ellerbe Becket. Fue el tercer edificio diseñado por la firma para la Clínica Mayo. Los edificios de la Clínica Mayo se incluyeron en el Registro Nacional de Lugares Históricos. En 1969, y el edificio Plummer fue designado como Monumento Histórico Nacional. Una semana después, designado como Edificio de la Clínica Mayo.

## Historia
La colaboración de diseño inicial entre Henry Stanley Plummer y Franklin Ellerbe estableció el modelo para las generaciones futuras de nuevos edificios de clínicas y hospitales. Este nuevo edificio art déco de Mayo Clinic de 1928 fue la manifestación física de los primeros socios de Mayo desean crear la primera práctica grupal privada integrada.
Cuando se completó el edificio, fue el edificio más alto de Rochester hasta 2001, cuando se completó el cercano Gonda Building.
Está coronado por una distintiva torre adornada con terracota que contiene un carillón de 56 campanas. El carillón se toca todos los días y su música se puede escuchar en todo el centro. La torre está iluminada por focos todas las noches y es una pieza central del horizonte de la ciudad. Ray Corwin, de Ellerbe and Round, diseñó los elementos decorativos del edificio. Corwin también fue responsable del diseño de los elementos decorativos que se encuentran en la puerta del Chateau Theatre y Oakwood Cemetery.
El Plummer Building se encuentra entre las más de 200 estructuras diseñadas por la firma Ellerbe en Rochester. También es el arquitecto oficial de otros edificios de Mayo, incluido el edificio de la Clínica "Roja" de 1914, el edificio del Instituto Mayo de Medicina Experimental de 1922, el edificio de la Clínica de 1954 y el Edificio Gonda de 2002, así como el Hospital Metodista de Rochester.
Sus puertas ornamentales de bronce de 1814 kg casi siempre permanecen abiertas, lo que simboliza la voluntad eterna de aceptar a los que tienen necesidades médicas. Se han cerrado solo para conmemorar eventos notables en la clínica Mayo o la historia nacional.

## Galería

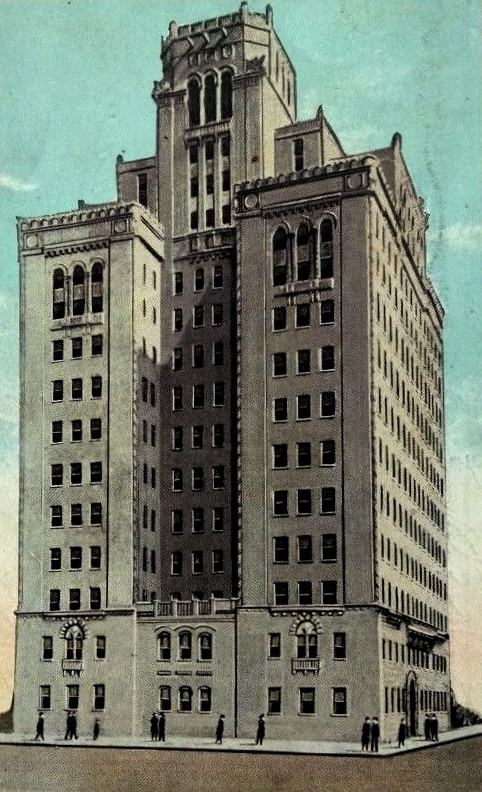
El edificio sin el campanario
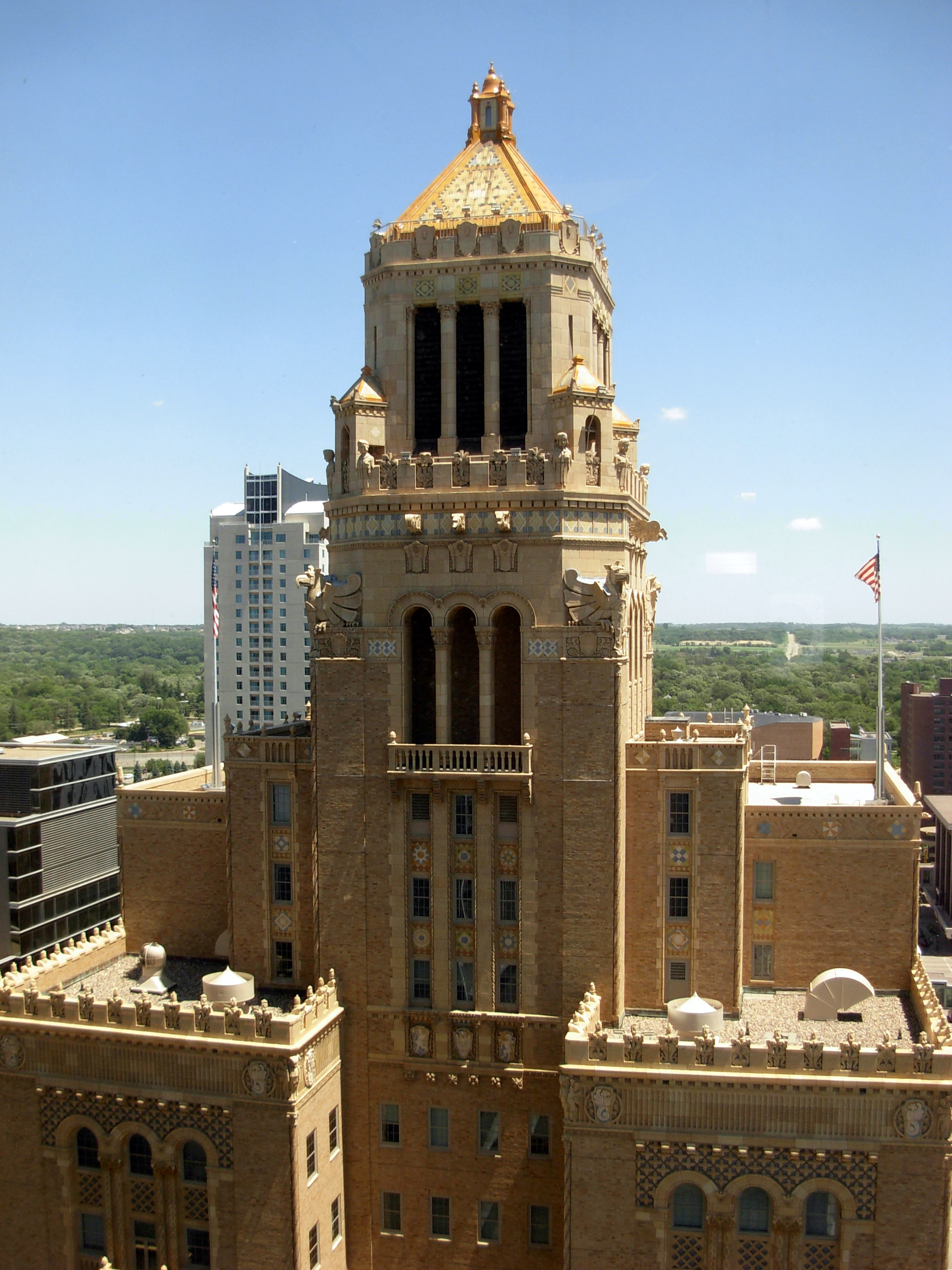
El campanario del edificio
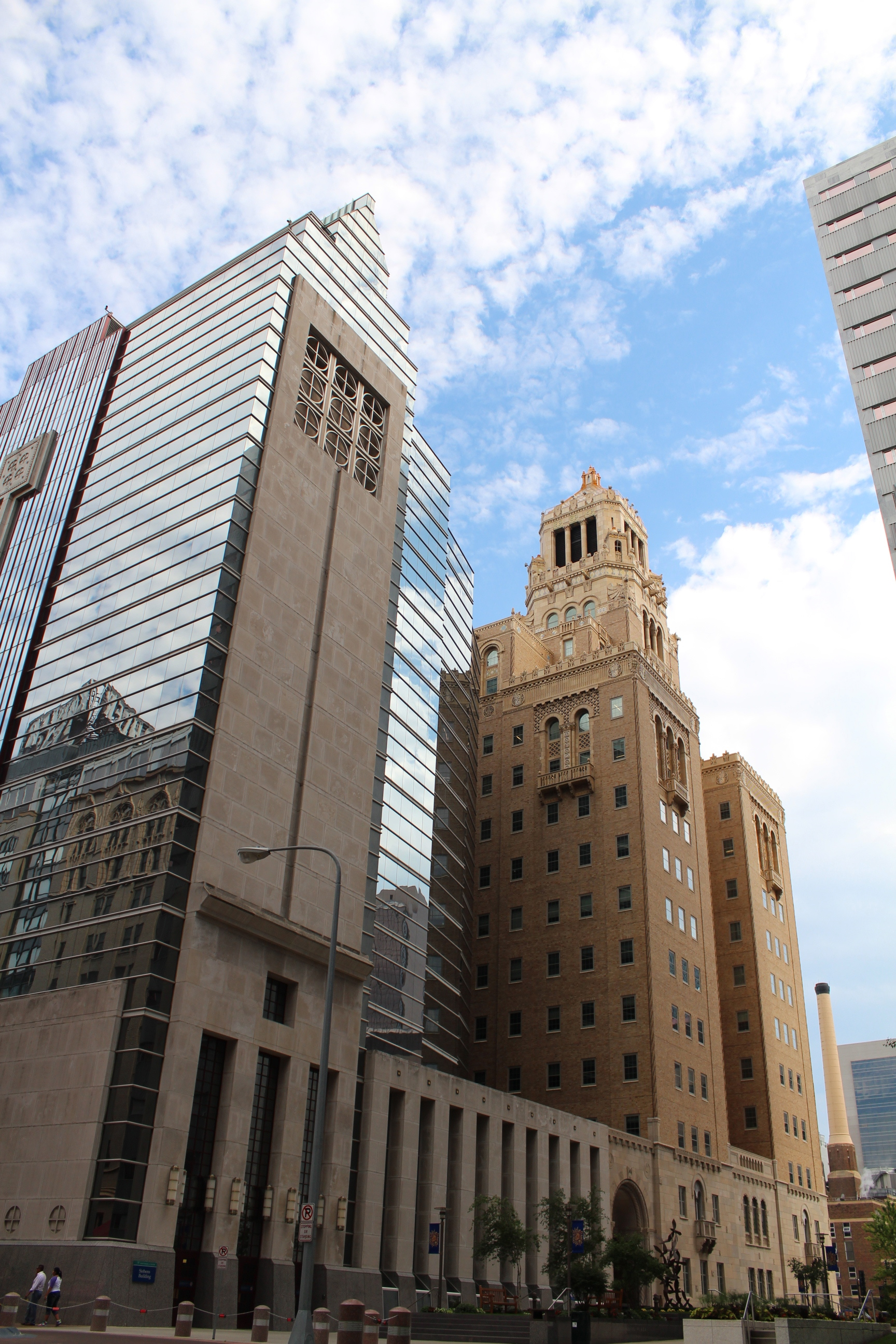
Vista desde la calle
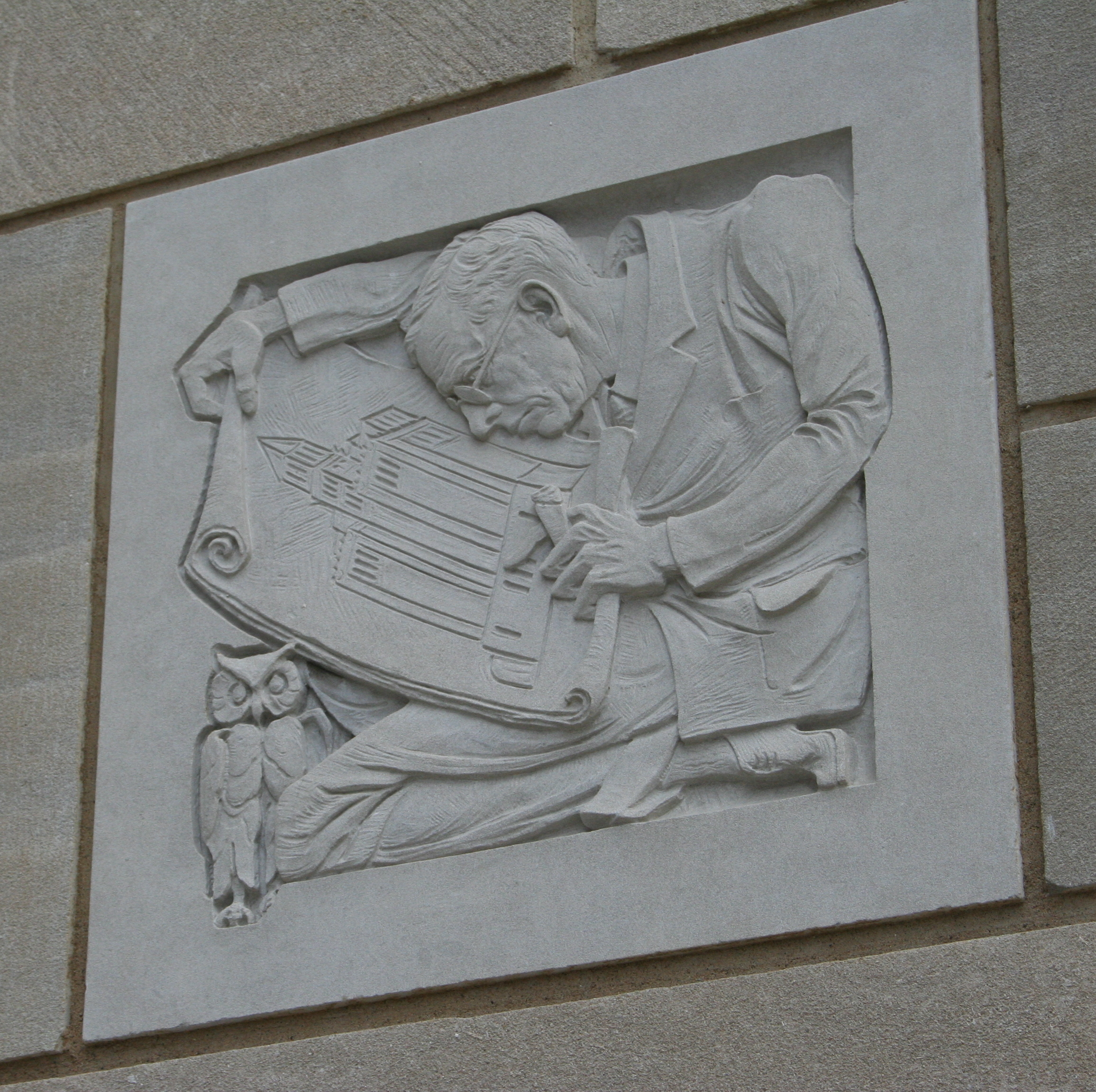
Altorrelieve de H. S. Plummer revisando los planos
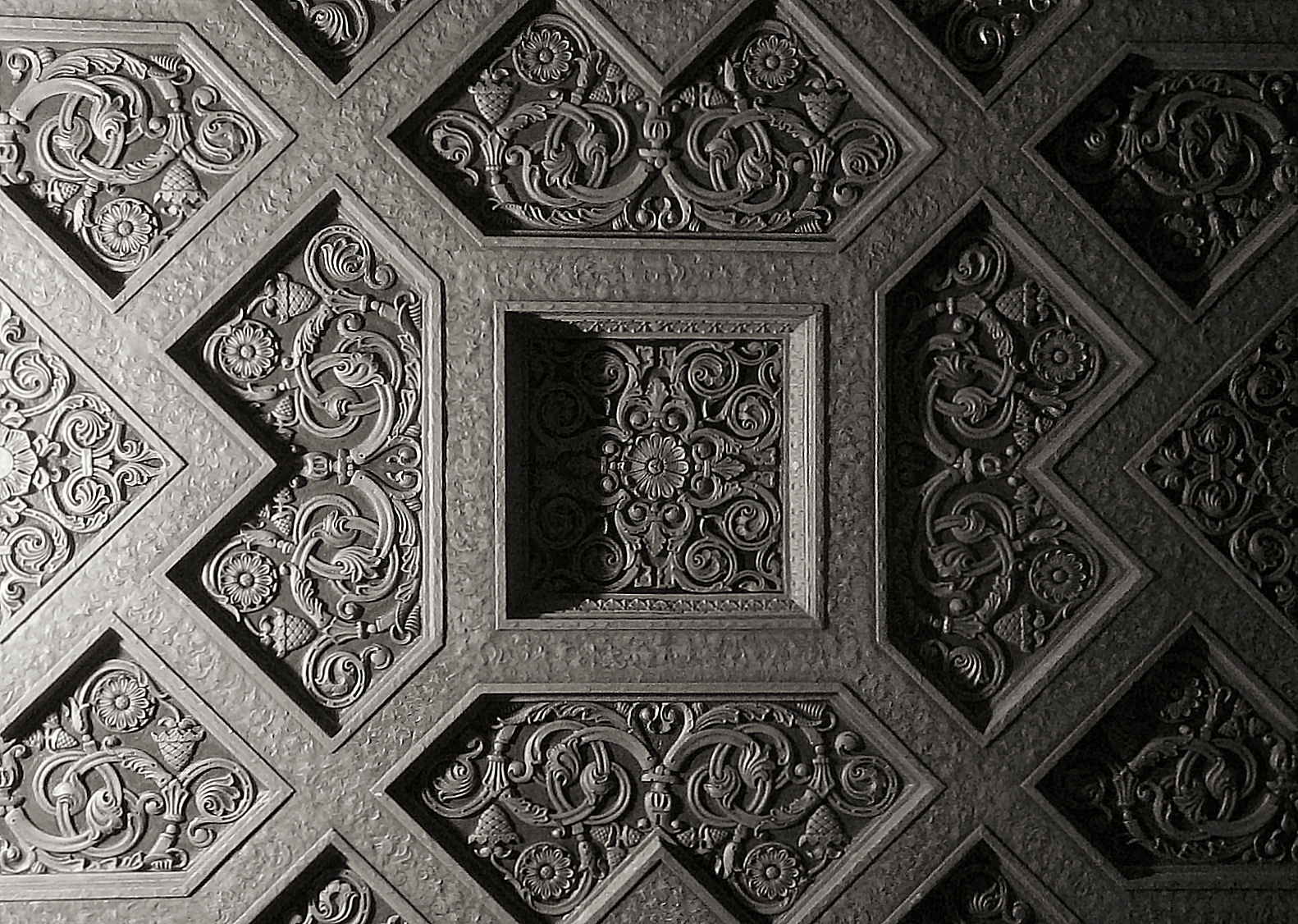
Detalles del techo
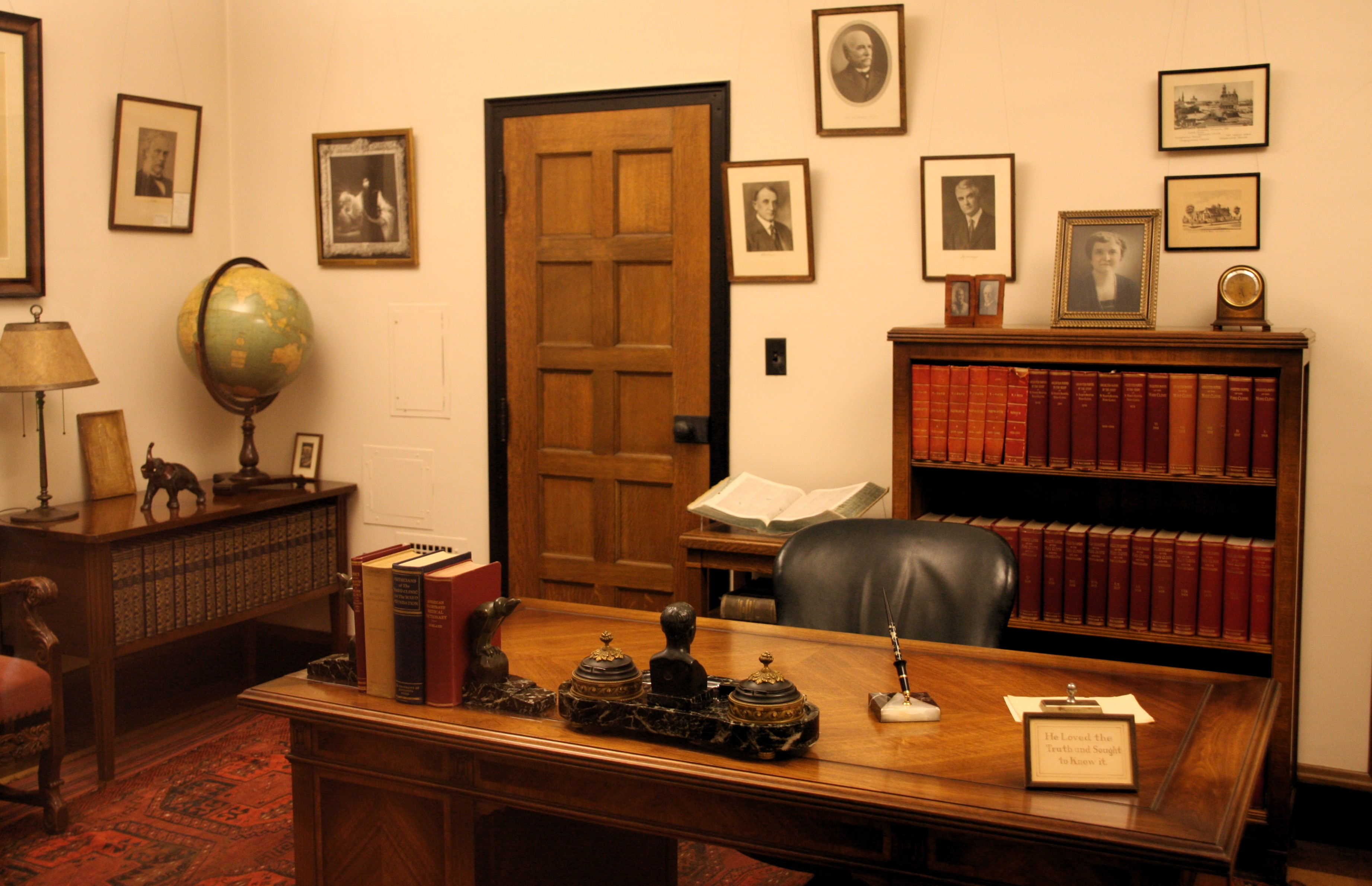
Oficina del doctor Mayo
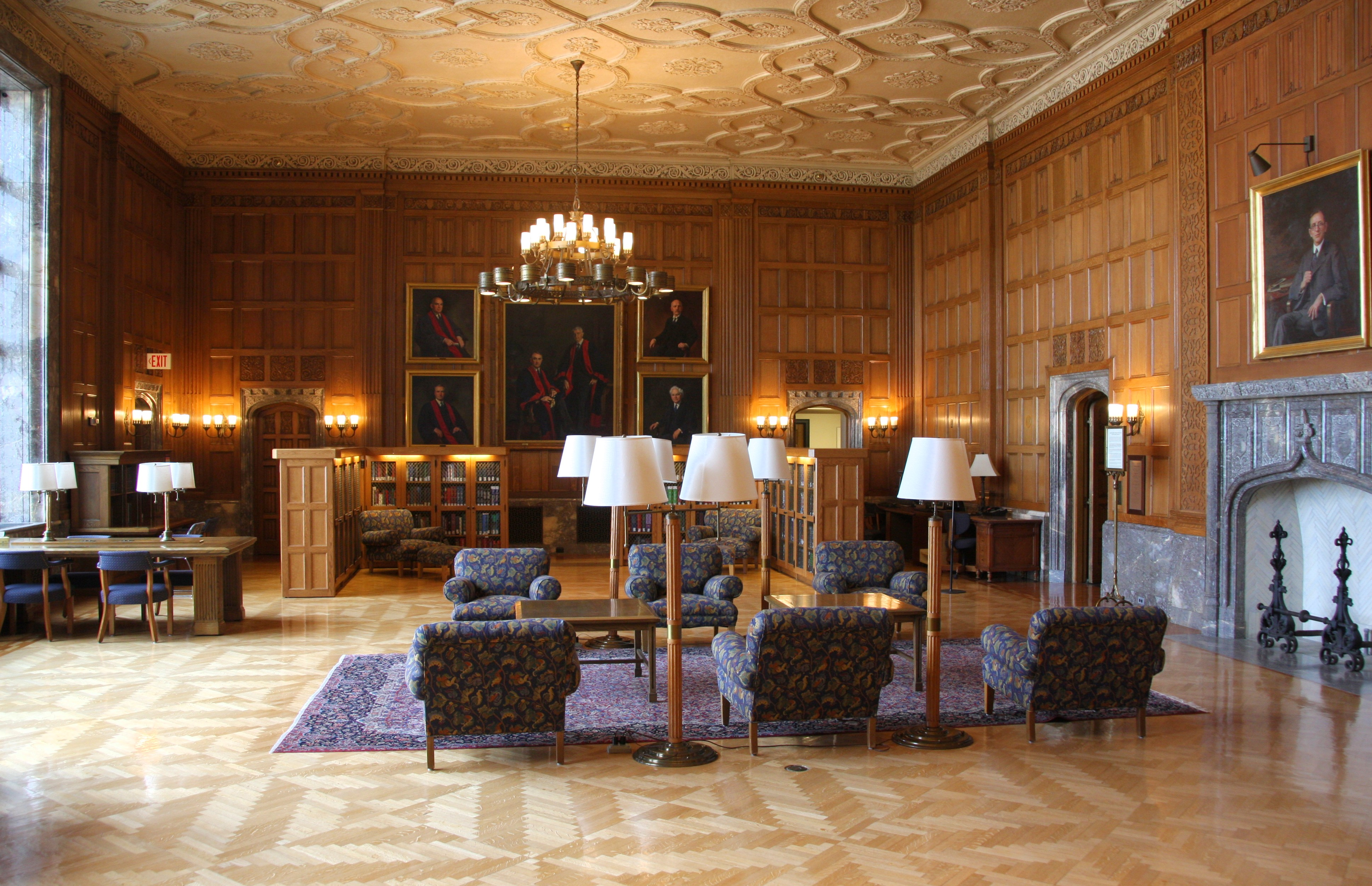
Biblioteca
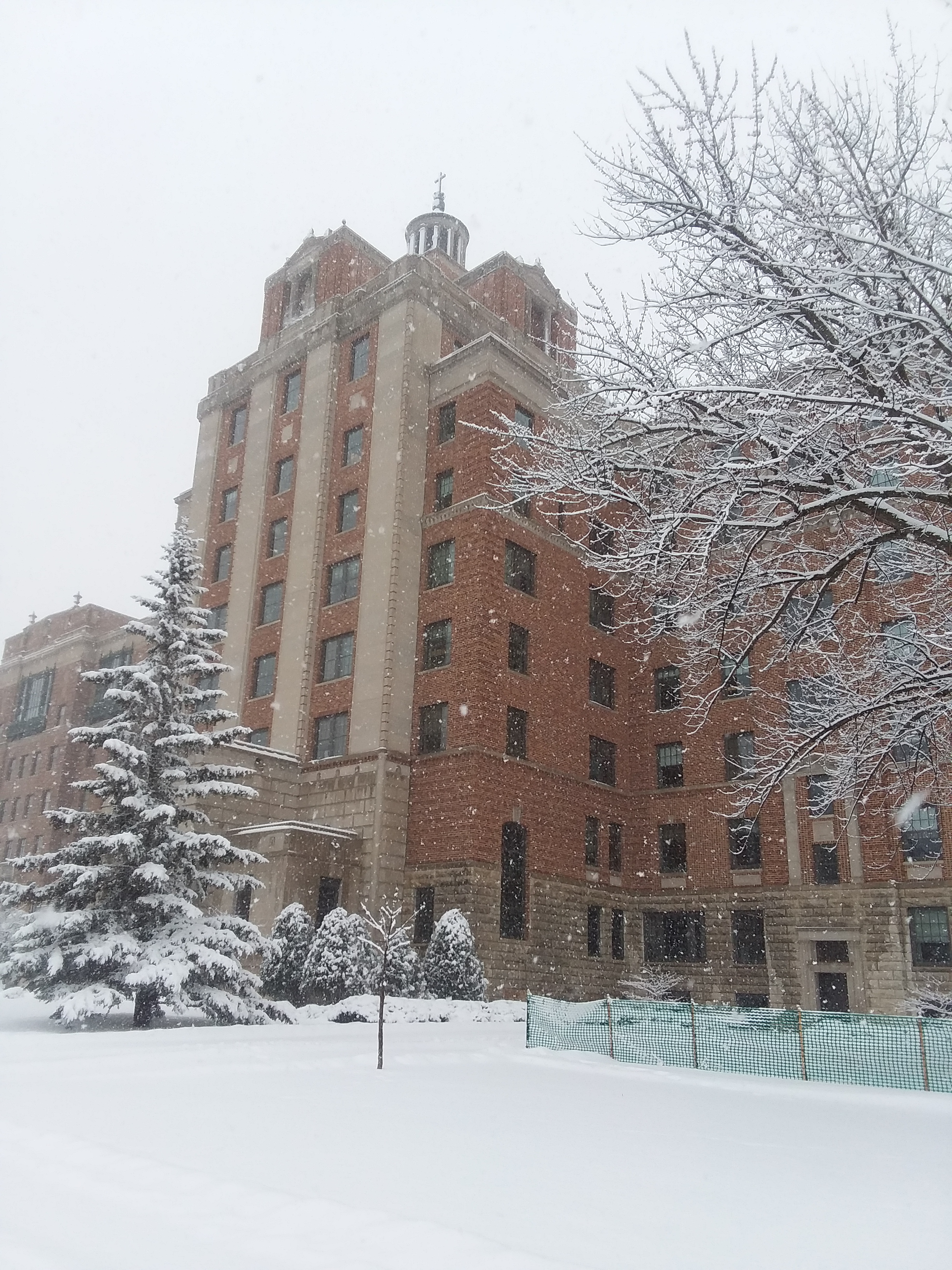
El edificio en invierno
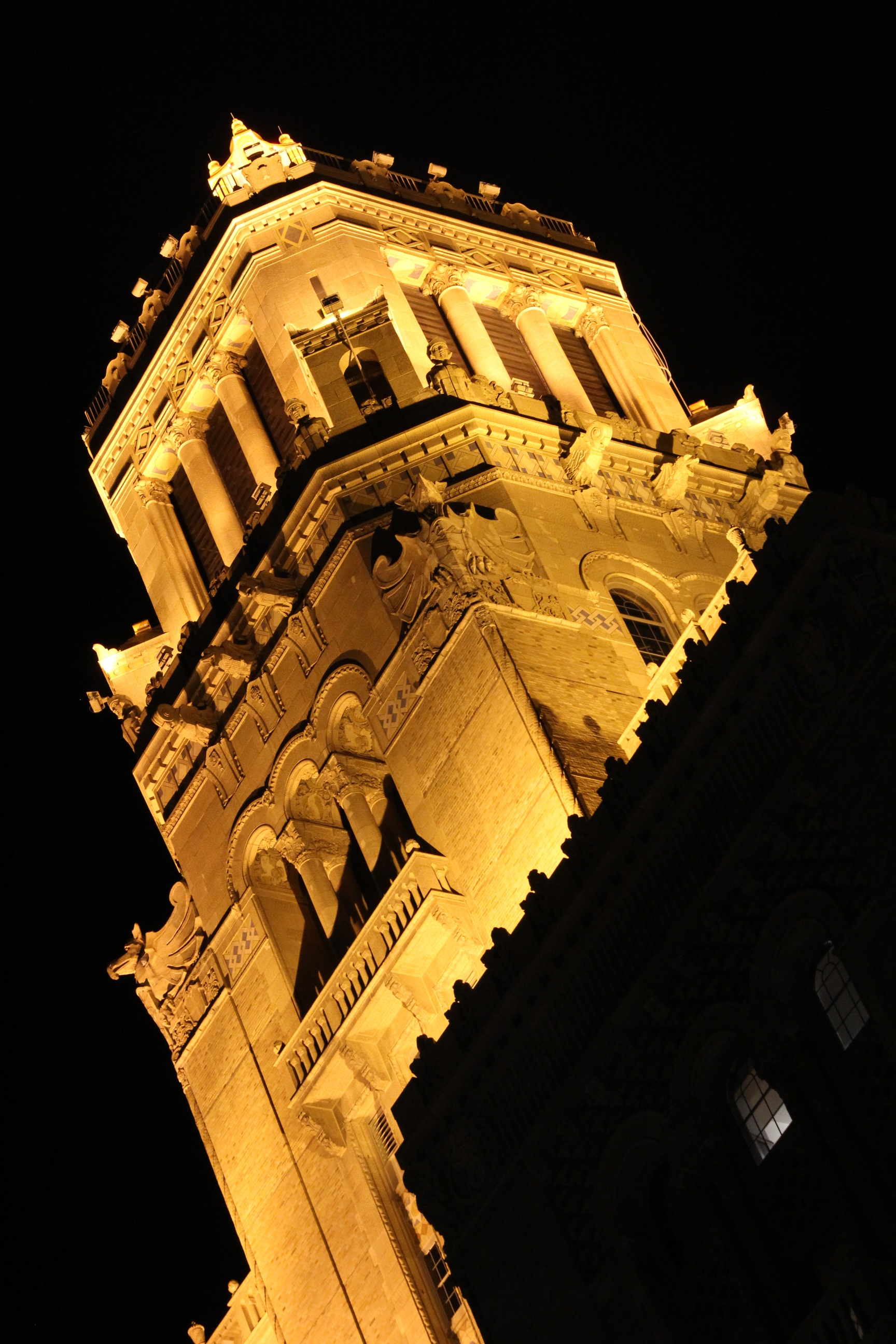
Iluminacón nocturna